# Scotophilus trujilloi
Scotophilus trujilloi — вид ссавців родини Лиликові (Vespertilionidae), ряду лиликоподібні (Vespertilioniformes, seu Chiroptera). 

## Історія описі
Попереднє філогенетичне дослідження кажанів роду Scotophilus показало глибокий поділ і парафілетичні відносини між популяціями S. dinganii (чотири клади) і S. viridis (дві клади). Згідно з генетичною концепцією виду, ці клади можуть бути окремими видами. Оцінивши морфологічні відмінності зразків чотирьох кладів, автори формально описали чотири нові види.

## Етимологія
|  | Це наша честь назвати цей вид на честь д-ра Роберта Трухільйо (Robert Trujillo, р.н. 1975), чия новаторська докторська дисертація з молекулярної систематики Scotophilus проклала шлях для опису чотирьох загадкових видів, описаних у цій статті (Трухільйо 2005; Трухільйо та ін. 2009). |

## Морфологія
Невеликих розмірів, з довжиною голови і тіла між 65,4 і 75,2 мм, довжина передпліччя між 43,8 і 46,2 мм, довжина хвоста між 37,3 і 43,8 мм, довжина стопи між 9,7 і 10,4 мм, довжина вух між 7,2 і 7,9 мм.
Шерсть коротка. Спинна частина темно-червоно-коричневого кольору, у той час як черевна частина оранжева з сіруватим блиском на животі. Морда коротка і широка, через наявність двох залозистих мас з боків. Вуха короткі, трикутні, добре розділені, краї заокруглені. Хвіст довгий.

## Середовище проживання
Цей вид широко розповсюджений у південно-східній Кенії.

## Життя
Харчується комахами.